# Michael Fleming
Michael Fleming (rond 1935) is een Amerikaanse jazzcontrabassist.

## Biografie
Fleming speelde op 6-jarige leeftijd piano, op 9-jarige leeftijd verscheen hij in een clownsshow. Op 16-jarige leeftijd toerde hij met een zanggroep door het Midwesten. Hij begon zijn carrière als professioneel muzikant in Cincinnati met Ozier Muhammad. Via zijn oom Jamal Harvey, een vibrafonist, kwam hij in contact met Rahsaan Roland Kirk, met wie hij optrad. In 1962 werden er live-opnamen gemaakt, toen hij lid was van het New York Bass Violin Choir (met Lisle Atkinson, Ron Carter, Richard Davis, Milt Hinton en Sam Jones). In 1963 verhuisde hij naar New York en trad hij op met Kirk in de Five Spot en droeg hij bij aan Kirk-albums als I Talk with the Spirits. Kirk nam ook zijn nummer Tears Sent by You op. Begin jaren 1970 had hij zich in New Yorkse jazzclubs geëngageerd als begeleider van de pianiste Mary Lou Williams, die hem sterk heeft beïnvloed. Hij speelde in die tijd ook met Nat Jones. In de jaren 1980 was hij lid van de formatie Licorice Factory (met Mark Whitecage, Mike Morgenstern, Perry Robinson, Dave Lalama, Walter Perkins), in de jaren 1990 speelde hij met Nancie Banks. Op het gebied van jazz was hij betrokken bij 19 opnamesessies van 1962 tot 2001, onder andere met Chet Baker. (Baby Breeze, 1965) en onlangs nog met de John Fick Southern California Jazz Company. Hij gaf 20 jaar les bij Jazzmobile..
- Gemeinsame Normdatei: 135121000
- International Standard Name Identifier: 0000 0004 4506 6679
- Library of Congress Control Number: no93005233
- Virtual International Authority File: 63578105
- WorldCat: E39PBJhxrtcWpDxtdxMPVDPWjC